# Peu (calciatore)
Peterson Silvino da Cruz, meglio noto come Peu (Itajaí, 24 aprile 1993), è un calciatore brasiliano, attaccante dello Sport Sinop.

## Caratteristiche tecniche
È un'ala sinistra.

## Carriera
Il 23 luglio 2017 ha esordito in Série A disputando con la maglia del Fluminense l'incontro perso 1-0 contro il Corinthians.